# Segundo Consistório Ordinário Público de 1834

## Cardeais
| Nº                  | País               | Nome                         | Idade              | Cargo                                                    | Título ou Diaconia                                        |
| Cardeais eleitores  | Cardeais eleitores | Cardeais eleitores           | Cardeais eleitores | Cardeais eleitores                                       | Cardeais eleitores                                        |
| ------------------- | ------------------ | ---------------------------- | ------------------ | -------------------------------------------------------- | --------------------------------------------------------- |
| 1                   | Itália             | Gaetano Trigona e Parisi     | 67                 | Arcebispo de Palermo                                     | Cardeal-presbítero                                        |
| 2                   | Itália             | Luigi Bottiglia Savoulx      | 82                 | Prefeito do Supremo Tribunal da Assinatura Apostólica    | Cardeal-presbítero de São Silvestre em Capite             |
| 3                   | Itália             | Paolo Polidori               | 56                 | Secretário do Dicastério para a Doutrina da Fé           | Cardeal-presbítero de Santo Eusébio                       |
| In Pectore          |                    |                              |                    |                                                          |                                                           |
| 4                   | Itália             | Giuseppe della Porta Rodiani | 60                 | patriarca latino de Constantinopla                       | Revelado no Consistório Ordinário Público de 1835         |
| 5                   | Itália             | Giuseppe Alberghini          | 63                 | Prefeito da Dicastério para a Doutrina da Fé             | Revelado no Consistório Ordinário Público de 1835         |
| 6                   | Itália             | Alessandro Spada             | 47                 | Rota Romana                                              | Revelado no Consistório Ordinário Público de 1835         |
| 7                   | Itália             | Luigi Frezza                 | 51                 | Secretário para as Relações com os Estados               | Revelado no Segundo Consistório Ordinário Público de 1836 |
| 8                   | Itália             | Costantino Patrizi Naro      | 35                 | Prefeito da Prefeitura dos Sagrados Palácios Apostólicos | Revelado no Segundo Consistório Ordinário Público de 1836 |
| 9                   | Itália             | Ambrogio Bianchi             | 46                 | Prefeitura da Casa Pontifícia                            | Revelado no Segundo Consistório Ordinário Público de 1838 |
| Revelado In Pectore |                    |                              |                    |                                                          |                                                           |
| 10                  | Itália             | Francesco Canali             | 69                 | Prefeito da Congregação para a Disciplina Regular        | Cardeal-presbítero de São Clemente                        |